# Zurbaua, Ilfov
Zurbaua este un sat în comuna Dragomirești-Vale din județul Ilfov, Muntenia, România.

## Istorie
Satul Zurbaua este amintit încă din anul 1883, când s-a stabilit hotarul moșiei Dragomireștii din Deal și al localităților din împrejurimi, după Legea Rurală din anul 1864.
Astfel, un document din data de 23 iunie 1883 îi amintește pe scriitorul Alexandru Odobescu, Ecaterina Odobescu și maiorul Odobescu, proprietarii moșiei Odobescu, din Zurbaua.